# Triënnale voor vormgeving
De Triënnale voor vormgeving is een tentoonstelling die om de drie jaar wordt georganiseerd in Vlaanderen. Initiatiefnemer van de tentoonstelling is Design Vlaanderen, tot 2015 onderdeel van de Vlaamse Overheid (Agentschap Ondernemen). Met de tentoonstelling wordt elke drie jaar gepoogd een overzicht te geven van de meest recente ontwikkelingen in het designveld. Er wordt steeds gewerkt rond een centraal thema. Het doelpubliek bestaat uit zowel professionelen (designers, bedrijven, leraars, etc.) als geïnteresseerden uit het brede publiek.
Vorige edities handelden over hedendaagse toegepaste kunst (1995), industriële vormgeving (1999), reclame (2001), imperfectie of het toevallige in design (2004), schoonheid (2007), Belgisch design (2010) en conflict en design (2013).
In 2016-2017 is de Triënnale aan zijn 8ste, en laatste editie toe.